# أورلاندو رومان
أورلاندو رومان (بالإنجليزية: Orlando Román) هو لاعب كرة قاعدة أمريكي، ولد في 28 نوفمبر 1978 في بايامون في الولايات المتحدة.

## وصلات خارجية
- أورلاندو رومان على موقع دوري كرة القاعدة الرئيسي (الإنجليزية)
- أورلاندو رومان على موقع الدوري الياباني لكرة القاعدة (الإنجليزية)
- أورلاندو رومان على موقعبيزبول رفرنس.كوم (الدوري الثانوي) (الإنجليزية)
- أورلاندو رومان على موقع مشجعي الرسوم البيانية (الإنجليزية)